# Giuseppe Caprio
Giuseppe Caprio (15. listopadu 1914, Lapio – 15. října 2005, Řím) byl italský arcibiskup a kardinál.

## Mládí a kněžství
Narodil se 15. listopadu 1914 v Lapio a byl pokřtěn ve farnosti S. Catarina d'Alessandria v rodném městě. Studoval v Arcibiskupském semináři v Beneventu, na Papežské univerzitě Gregoriana, kde získal licentiát z teologie a doktorát z kanonického práva a také na Papežské církevní akademii. Na kněze byl vysvěcen dne 17. prosince 1938 v Lateránské bazilice. V letech 1940–1947 patřil do Státního sekretariátu. Působil jako sekretář nunciatury v Číně (1947–1951) a auditor nunciatury v Belgii (1951–1954).

## Arcibiskup a kardinál
Dne 20. května 1959 ho papež Jan XXIII. jmenoval apoštolským internunciem v Číně a 14. října 1961 titulárním biskupem Apollonia. Biskupské svěcení přijal 14. prosince téhož roku z rukou Grégoira-Pierra XV. Agagianiana a spolusvětiteli byli Raffaele Calabria a Pietro Parente. Funkci apoštolského internuncia v Číně skončil 24. prosince 1966, protože byl jmenován apoštolským pro-nunciem v Číně a tuto funkci vykonával až do dne 22. srpna 1967, kdy byl jmenován apoštolským pro-nunciem v Indii. Úřad apoštolského pronuncia v Indii zastával do 19. dubna 1969 a stejný den byl jmenován sekretářem Správy majetku Apoštolského stolce. O deset let později 28. dubna 1979 byl jmenován pro-předsedou Správy majetku Apoštolského stolce a 1. července 1979 byl zvolen předsedou této správy. Papež Jan Pavel II. ho jmenoval kardinálem jáhnem dne 30. června 1979 s titulárním kostelem Santa Maria Ausiliatrice in Via Tuscolana. Působil také jako předseda Prefektury pro ekonomické záležitosti Svatého stolce (1981–1990) a také jako protojáhen Kolegia kardinálů (1987–1990). Roku 1988 se stal velmistrem Řádu Božího Hrobu. Dne 26. listopadu 1990 mu byl změněn titul na kardinála kněze s titulárním kostelem Santa Maria della Vittoria. Zemřel 15. října 2005 v Římě.